# Chiesa di San Martino Vescovo (Lestizza, Nespoledo)
La chiesa di San Martino Vescovo è la parrocchiale di Nespoledo, frazione di Lestizza, in provincia e arcidiocesi di Udine; fa parte della forania del Friuli Centrale.

## Storia

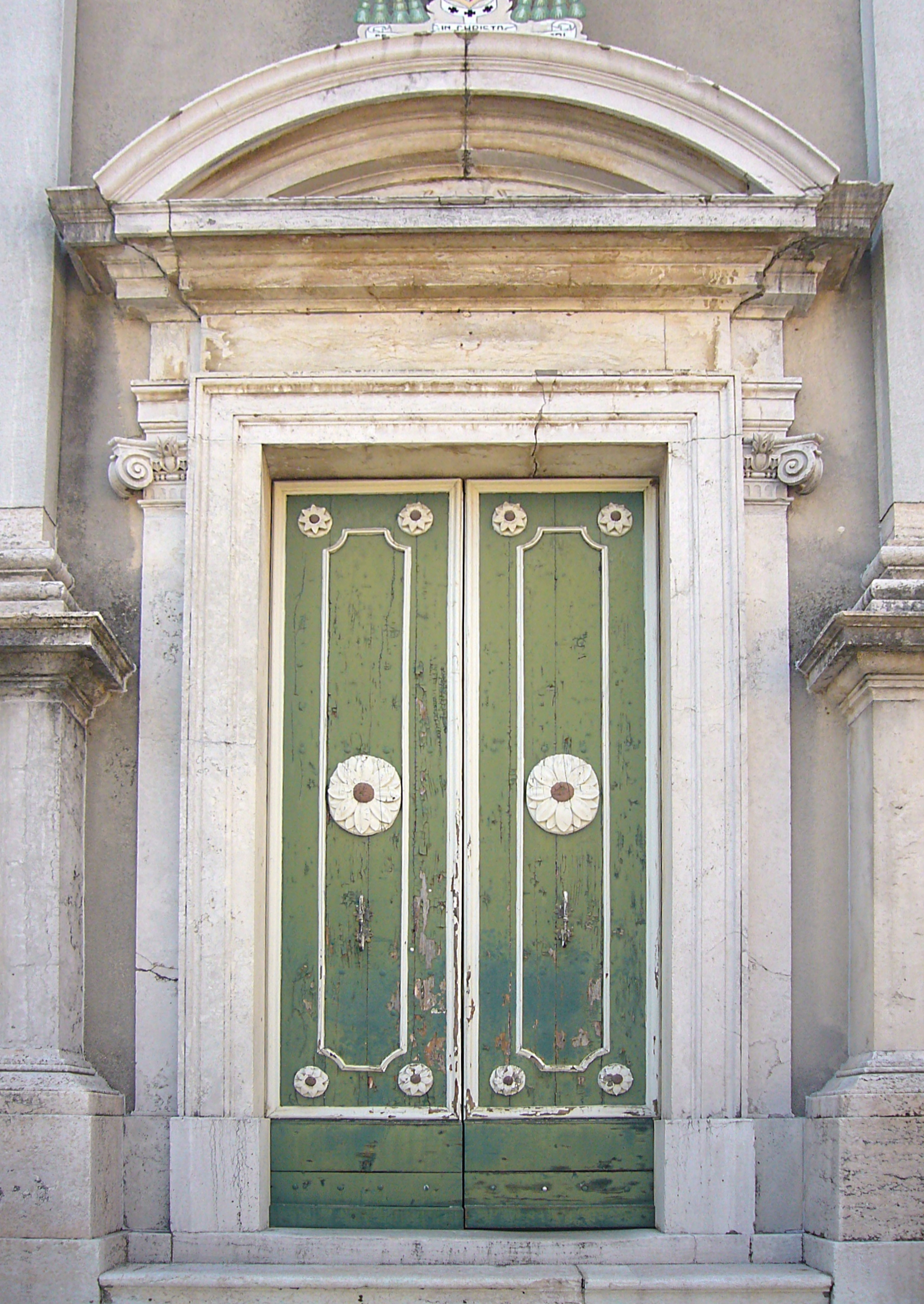
Il portale d'ingresso

L'esistenza di una chiesa a Nespoledo, che sorgeva al centro dell'antica centa, è accertata da un atto di donazione risalente al 1437.
Il campanile fu eretto nel 1612, mentre la chiesa venne interessata da un intervento di ampliamento e di rifacimento tra il 1676 e il 1686; nel 1690 si provvide a sopraelevare la torre e due anni dopo fu celebrata la consacrazione.
Nel 1844 fu costruita la facciata su progetto dell'architetto udinese Antonio Ballini e il 5 maggio 1878 la chiesa venne riconsacrata dall'arcivescovo Andrea Casasola.

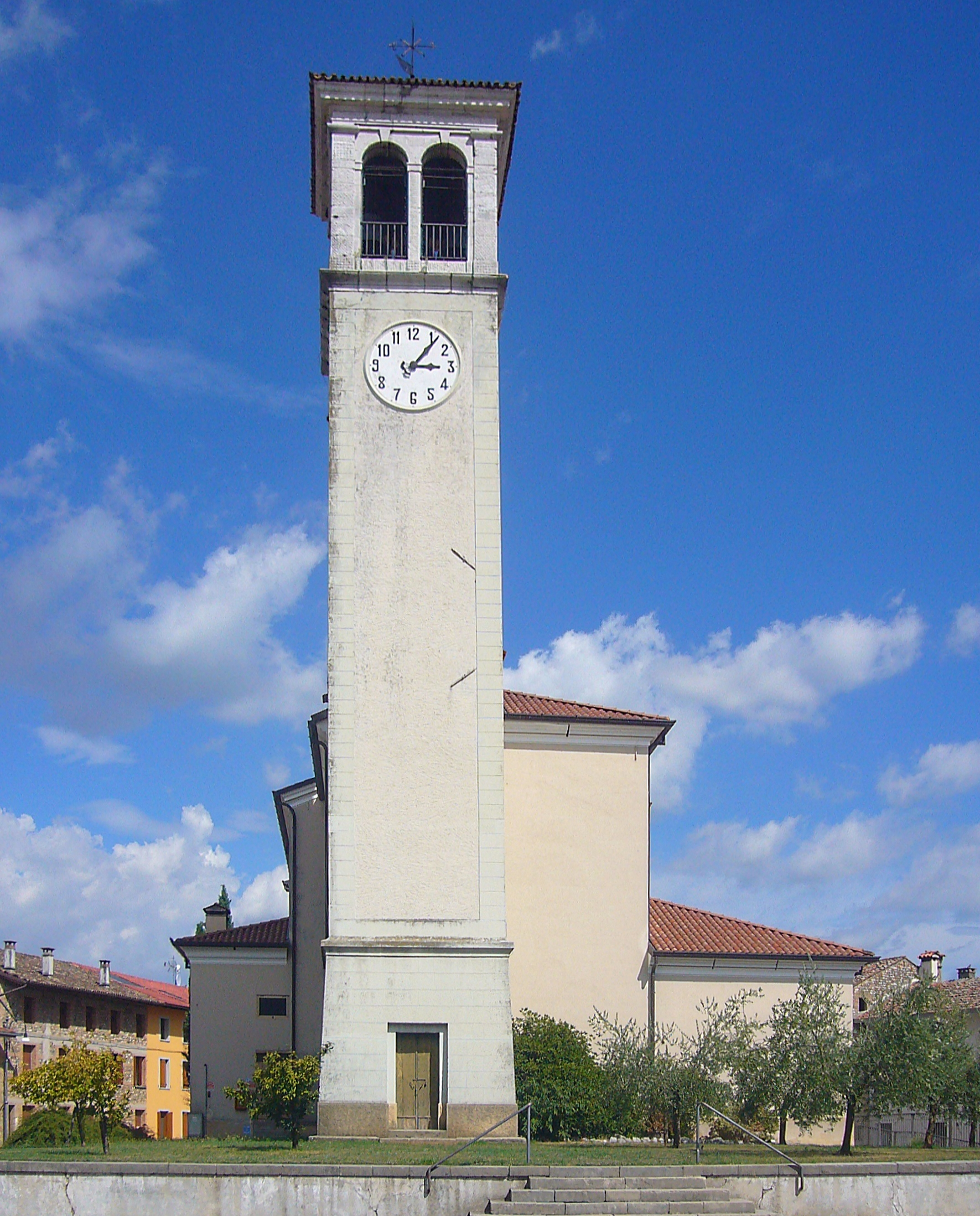
Il campanile

Il campanile fu intonacato e dotato dell'orologio nel 1936 e negli anni settanta si procedette all'adeguamento liturgico della parrocchiale secondo le norme postconciliari mediante l'aggiunta dell'ambone e dell'altare rivolto verso l'assemblea.

## Descrizione

### Esterno
La simmetrica facciata a capanna della chiesa, rivolta a oriente e scandita da quattro paraste con capitelli ionici sorreggenti il frontone triangolare sovrastato da due statue, presenta centralmente il portale d'ingresso, sormontato da un timpano di forma semicircolare, e una lapide dedicatoria. 

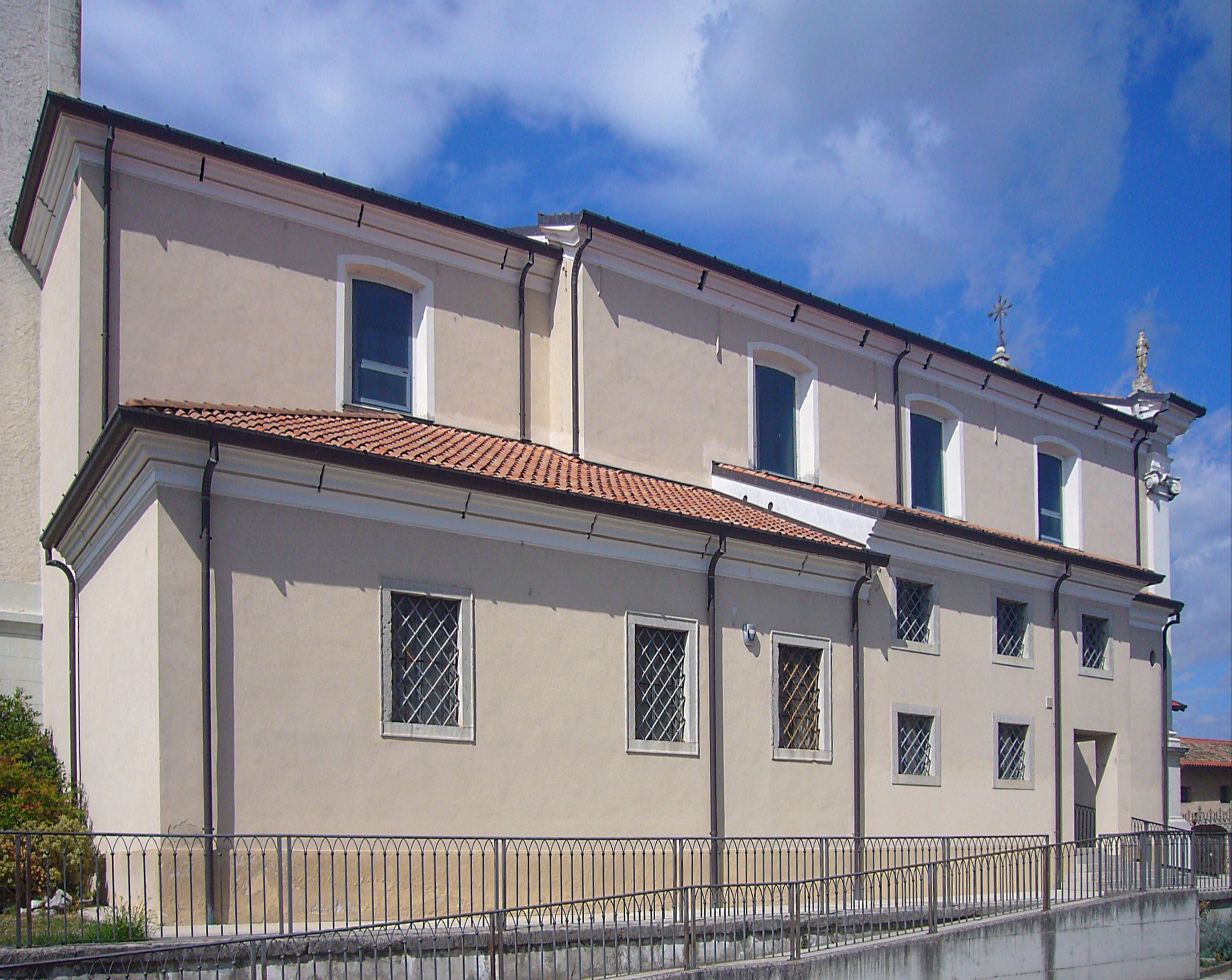
Il lato meridionale della chiesa

Dietro la parrocchiale sorge il campanile a base quadrata, che si erge su un alto basamento a scarpa; la cella presenta su ogni lato una bifora ed è coperta dal tetto a quattro falde.

### Interno
L'interno dell'edificio si compone di un'unica navata, sulla quale si affacciano le cappellette laterali, introdotte da archi a tutto sesto e ospitanti gli altari minori, e le cui pareti sono scandite da paraste sorreggenti la trabeazione modanata e aggettante sopra la quale si imposta la volta a botte unghionata; al termine dell'aula si sviluppa il presbiterio, rialzato di alcuni gradini e chiuso dall'abside quadrangolare.
Qui sono conservate diverse opere di pregio, tra le quali la pala raffigurante San Sebastiano curato dalle pie donne, eseguita da Ermanno Stroiffi, e la tela con soggetto il Voto fatto alla Sacra Immagine di Barbana, risalente al 1797.